# William Chamberlayne
William Chamberlayne (1619 – 11 luglio 1679) è stato un poeta inglese.

## Biografia
Non si sa nulla della sua storia, tranne che lavorò come medico a Shaftesbury e che combatté nella seconda battaglia di Newbury.
Robert Southey parlò di lui come un poeta di cui gli ha dato alcuni momenti di gioia. Pharonnida è stato ristampato da S. W. Singer nel 1820 e di nuovo nel 1905 da George Saintsbury in Minor Poets of the Caroline Period (Vol. I).

## Opere
- Pharonnida (1659), una storia d'amore in cinque libri
- Love's Victory (1658), una tragicommedia, che era sotto un altro titolo nel 1678 presso il Theatre Royal
- England's Jubilee (1660), una poesia in onore della Restaurazione inglese

Una versione in prosa di Pharonnida, intitolato Eromena, or the Noble Stranger apparse nel 1683.
Pharonnida è stato ristampato da S. W. Singer nel 1820 e di nuovo nel 1905 da George Saintsbury in Minor Poets of the Caroline Period (Vol. I).